# Aseptis serrula
Aseptis serrula là một loài bướm đêm trong họ Noctuidae.